# Another Brick in the Wall
"Another Brick in the Wall" je ime tri pjesme koje govore o tri različite stvari u priči iz rock opere Pink Floyda, The Wall. Pjesma je podijeljena u tri dijela i sve dijelove je napisao basist Roger Waters.
Drugi dio je protestna pjesma protiv strogoće u školama, što je dovelo do toga da pjesma bude zabranjena u Južnoafričkoj Republici i još nekim zemljama. Pjesma je objavljena kao singl i postala jedina pjesma koja je došla na broj jedan top ljestvica u Ujedinjenom Kraljevstvu, SAD-u, Zapadnoj Njemačkoj i brojnom drugim državama. Za drugi dio, Pink Floyd je bio nominiran za nagradu Grammy za najbolju izvedbu rock grupe, ali nisu osvojili nagradu. Drugi dio je također smješten na 375. mjesto magazina Rolling Stone u kategoriji 500 najboljih pjesama svih vremena.
1980. godine, drugi dio je postao himnom crnačkih učenika za vrijeme "Elsie's River" ustanka u Južnoafričkoj Republici, u kojem se protestiralo zbog rasističke propagande. 2. svibnja iste godine pjesmu je i službeno zabranila vlada republike.

## Koncept
Svaki od ova tri dijela pjesme ima sličnu ako ne i jednaku strukturu teksta i glazbe, i svaki dio je glasniji i puniji ljutnje od prethodnog dijela, mijenjajući tako raspoloženja od tužnog prvog dijela, preko protestnog drugog, pa sve do bijesnog trećeg dijela pjesme.

## Prvi dio

### Kompozicija
Prvi dio je tih i nedinamičan i sadrži dug i mekan solo na gitari. Vokali su mnogo tiši i blaži nego u preostala dva dijela, iako postoji dio u kojem su dinamičniji na trenutak nego ostatak pjesme. Šmrcanje, vikanje, jauci, dozivanja i djeca se mogu također čuti u pozadini pjesme, u dijelu "You! Get over here!"

### Radnja
U prethodnoj pjesmi "The Thin Ice" govori se o razdoblju Pinkova života kada je shvatio kako je njegov tata umro. Prvi dio pjesme "Another Brick in the Wall" prikazuje mladog Pinka koji je očajan i beskrajno tužan što nije mogao bolje upoznati svoga oca, nego ga može gledati samo na slikama iz albuma. Kao i u svim dijelovima pjesme, i u ovoj je isti refren "All in all it was just a brick in the wall."

### Film
Za vrijeme ove pjesme u filmu, vidimo Pinkovu majku kako se moli u crkvi nakon smrti njezina muža u ratu. Međutim, Pink nije svjestan što se događa i igra se aviončićem u crkvi. Pjesma se nastavlja prikazujući Pinka kako se igra u dječjem parku dok je njegova mama u kupovini. Pink vidi čovjeka u parku koji ga podsjeća na svog preminulog oca. Čovjek popne Pinka na vrtuljak, i mladi Pink pomisli kako je taj čovjek njegov otac. Pink počne slijediti čovjeka hvatajući ga za ruku kao čovjekov pravi sin, ali pritom ne razumije zašto čovjek ne obraća pažnju na njega. Pink hvata čovjeka dva puta za ruku ali ga čovjek oba puta odbija od sebe. Pink zatim, tužan i očajan sjeda na ljuljačku.

## Drugi dio

### Kompozicija
U album verziji, drugi dio pjesme "Another Brick in the Wall" slijedi nakon pjesme "The Happiest Days of Our Lives" s poznatim vriskom Rogera Watersa (Sličan takav vrisak je i u pjesmi "Careful With That Axe, Eugene"). Te dvije pjesme su nekada puštane zajedno, posebno na rock radio stanicama, zbog povezanosti te dvije pjesme u značenju. U pjesmi se glasno čuju bubnjevi, kao i bas-gitara. Dio pjesme je snimljen zajedno sa školskim zborom koji pjevaju zajedno drugu strofu. Kad pjesma završi čuju se zvukovi i glasovi sa školskog dvorišta, zajedno s učiteljem koji pokušava upravljati životima djece vikajući na njih kao npr: "Wrong! Do it again!" i:"If you don't eat yer meat, you can't have any pudding! How can you have any pudding if you don't eat yer meat?!"

### Radnja
Nakon što ga uvrijedi učitelj za vrijeme nastave, Pink zamišlja kako sva djeca protestiraju i dižu ustanak protiv škole.

### Film
Nakon prethodne pjesme "The Happiest Days of Our Lives", Pink se zamisli na školskom satu. Zamišlja nekolicinu učenika kako marširaju na putu dok ne padnu u nekakav uređaj (nešto kao ogromne mašine za mljevenje mesa) i izlaze iz njega svi jednaki s nekakvim maskama preko lica, tako da ih se ne može prepoznati. Kada počne Gilmourova solo dionica na gitari, djeca krenu uništavati školu s čekićima (sličnim kao u dijelu s marširajućim čekićima kada Pink umisli da je nacistički vođa) i stvaraju lomaču, i izvlače učitelja iz goruće škole. Pjesma završi kada se Pink počne češati za ruku, po kojoj ga je udario učitelj s ravnalom za vrijeme prethodne pjesme.

## Treći dio

### Kompozicija
Pjesma je dinamična i glasna i sadrži dio s jako pojačanom bas-gitarom, da izrazi Pinkov bijes. Pjesma je također najkraća od tri dijela pjesme.

### Radnja
Pink odluči dovršiti zid nakon tuge i boli nakon što ga je supruga izdala. Odlučuje da ne treba ništa od nikoga ("Don't think I need anything at all.") i odvaja se od ljudi za koje smatra kako su bili samo "bricks in the wall". ("All in all you were all just bricks in the wall.")

## Zahvale
- Roger Waters - bas-gitara,[4] vokal,[4] gitara u trećem dijelu[5]
- David Gilmour - gitara[4]
- Nick Mason - bubnjevi u drugom i trećem dijelu[4]
- Richard Wright - orgulje i klavijature u drugom dijelu[4][6]
- Učenici škole Islington Green - Vokali u drugom dijelu[7]

## Vanjske poveznice
- Islington Green School's article on their contribution
- BBC story on royalties suit
- Songfacts.com – "Another Brick in the Wall, Part II"  Arhivirana inačica izvorne stranice od 8. srpnja 2005. (Wayback Machine)
- BBC – ONE Life – Islington Green singers reunion. Aired 3 October 2007.